# In Your World
In Your World is een nummer van de Britse rockband Muse en is afkomstig van het verzamelalbum Hullabaloo Soundtrack. Het nummer is tevens te vinden op de single Dead Star/In Your World. Het nummer is geïnspireerd door Johann Sebastian Bach.
Op 4 oktober 2001 werd het nummer voor het eerst live gespeeld tijdens een concert in Plymouth.

## Videoclip
De videoclip van het nummer werd uitgebracht op 17 juni 2002. De video is geregisseerd door Matt Askem en bevat opnamen van het concert wat de band gaf in Zénith de Paris.